# Potamorrhaphis guianensis
Potamorrhaphis guianensis is een straalvinnige vissensoort uit de familie van de gepen (Belonidae). De wetenschappelijke naam van de soort is voor het eerst geldig gepubliceerd in 1843 door Jardine.